# Decembrie 1980
Acest articol este generat integral pe baza informațiilor din articolul 1980 și este actualizat periodic de un robot.
 Editările făcute în articol vor fi șterse la următoarea actualizare! Dacă doriți să faceți modificări, editați articolul-sursă.

ianuarie -
februarie -
martie -
aprilie -
mai -
iunie -
iulie -
august -
septembrie -
octombrie -
noiembrie -
decembrie
Decembrie 1980 a fost a douăsprezecea lună a anului și a început într-o zi de luni.

## Evenimente
- 8 decembrie: John Lennon este împușcat mortal la New York, de către un fan obsedat, Mark David Chapman.

## Nașteri
- 2 decembrie: Iosif Kalai, fotbalist român
- 3 decembrie: Iulian Cătălin Apostol, fotbalist român
- 4 decembrie: Irena Boclincă, actriță din R. Moldova
- 5 decembrie: Ibrahim Maalouf, muzician francez
- 6 decembrie: Dan Daniel Balauru, fotbalist român
- 6 decembrie: Cindy Crawford, actriță porno americană
- 7 decembrie: John George Terry, fotbalist englez
- 9 decembrie: Gina Pistol (n. Georgeta Pistol), fotomodel, vedetă de televiziune și prezentatoare TV din România
- 9 decembrie: Adrian Iordache, fotbalist român
- 10 decembrie: David Deejay (n. Adrian Cristian Colceru), DJ, compozitor și producător român
- 10 decembrie: Ciprian Cătălin Petre, fotbalist român
- 11 decembrie: Constantin-Alin Bucur, politician român
- 12 decembrie: Nicolae Dorin Goian, fotbalist român
- 14 decembrie: Didier Zokora (Déguy Alain Didier Zokora), fotbalist ivorian
- 15 decembrie: Annalena Baerbock, politician german
- 16 decembrie: Baek Bong Ki, actor sud-coreean
- 16 decembrie: Baek Bong-ki, actor sud-coreean
- 17 decembrie: Ryan Hunter-Reay, pilot american de Formula IndyCar
- 18 decembrie: Christina Aguilera (n. Christina Maria Aguilera), cântăreață, actriță și compozitoare americană
- 18 decembrie: Marian Drăgulescu, sportiv român (gimnastică artistică)
- 19 decembrie: Jake Gyllenhaal, actor american
- 19 decembrie: Diego Alejandro Ruiz, fotbalist argentinian (atacant)
- 20 decembrie: Ashley Cole, fotbalist englez
- 20 decembrie: Martín Gastón Demichelis, fotbalist argentinian
- 20 decembrie: Anthony da Silva, fotbalist portughez
- 21 decembrie: Rita Borbás, handbalistă română
- 24 decembrie: Stephen Appiah, fotbalist ghanez
- 24 decembrie: Cristian Valeriu Ciubotariu, fotbalist român (atacant)
- 26 decembrie: Jo Jung-suk, actor sud-coreean
- 27 decembrie: Cesaro (Claudio Castagnol), wrestler elvețian
- 28 decembrie: Valeriu Munteanu, politician din Republica Moldova
- 28 decembrie: Valeriu Munteanu, politician moldovean
- 29 decembrie: Marius Iulian Doboș, fotbalist român

## Decese
Patrick Gordon Walker, 73 ani, politician britanic (n. 1907)
Oswald Mosley (Oswald Ernald Mosley), 84 ani, politician britanic (n. 1896)
John Lennon, 40 ani, muzician, cântăreț, scriitor și compozitor britanic (The Beatles), (n. 1940)
Prințesa Victoria Luise a Prusiei, 88 ani, ducesă de Brunswick (n. 1892)
Ionel Cheregi, 70 ani, publicist, om de cultură și tipograf român (n. 1910)
Lelia Constanța Băjenescu, 72 ani, prima radioamatoare din România (n. 1908)
Memmo Carotenuto, actor italian (n. 1908)
Karl Dönitz, 89 ani, amiral și politician german, președinte al Germaniei (1945), (n. 1891)
Marcel Langiller, 72 ani, fotbalist francez (n. 1908)
Youra Guller (Rose Georgette Gulle), 85 ani, pianistă franceză (n. 1895)